# أندريه مارين
أندريه مارين هو محامي كندي، ولد في 12 يناير 1965.